# جاك رايس
جاك رايس (بالإنجليزية: Jack Rice)‏ هو ممثل أمريكي، ولد في 14 مايو 1893 في الولايات المتحدة، وتوفي في 14 ديسمبر 1968 بلوس أنجلوس في الولايات المتحدة بسبب سرطان.

## وصلات خارجية
- جاك رايس على موقع IMDb (الإنجليزية)
- جاك رايس على موقع قاعدة بيانات الفيلم (الإنجليزية)